# Maria Kondek
Maria Kondek, niekiedy jako Maria Fiedler-Kondek (ur. 21 kwietnia 1922 w Bydgoszczy, zm. 23 lutego 2021 w Łodzi) – polska rysowniczka, malarka, graficzka, scenografka teatralna, projektantka zabawek oraz poetka.

## Życiorys
Jej rodzicami byli Małgorzata Amelia ze Szmidtów oraz Konrad Fiedler, dziennikarz i członek Rady Miejskiej w Bydgoszczy. Była najstarsza z czwórki rodzeństwa (rodzeństwo: Zofia ur. 1923; Jadwiga ur. 1924; Krzysztof ur. 1927). Dzieciństwo spędziła w Bydgoszczy, co jednak przerwał wybuch II wojny światowej. W trakcie tzw. krwawej niedzieli jej ojca aresztowali funkcjonariusze gestapo i najprawdopodobniej zamordowali, do dzisiaj nie odnaleziono ciała.
Wyjechała do rodziny mieszkającej w Łodzi. Tu skończyła szkołę średnią, a także studia na Państwowej Wyższej Szkole Sztuk Plastycznych. W czasie studenckiej działalności społecznej w bratniej pomocy poznała Wacława Kondka, swojego przyszłego męża. Dyplom magistra sztuki uzyskała w kwietniu 1952. Nieco później zapisał się do Związku Polskich Artystów Plastyków.
Od młodości pisała wiersze. Początkowo pod pseudonimem Maria Stanisławska, a u schyłku życia, jako Maria Fiedler-Kondek. Należała do łódzkiej Grupy Literackiej Centauro, a jej wiersze były wielokrotnie prezentowane na spotkaniach autorskich. Nieduża część jej twórczości poetyckiej został opublikowany w dwóch tomikach poezji: Zwijaj kłębek Ariadno (2001) i W zielonej korze drzew (2009).
Była autorką scenografii m.in. do przedstawień: Przygód Wiercipięty (Teatr Lalek Arlekin), Misia Rym Cim Cim, Niespodzianki Pinokio i Jak to wilków cała zgraja chciała porwać Mikołaja (Teatr „Pinokio” w Łodzi). 
W tworzonych przez siebie rysunkach skupiała się na drzewach, często obumierających. Brała udział w licznych plenerach malarskich. Jej prace były eksponowane na blisko stu wystawach w kraju i za granicą.
Od śmierci męża Wacława Kondka w 1976, starała się propagować jego dorobek, organizując liczne wystawy, a także dokumentować jego spuściznę artystyczną.

## Śmierć
Zmarła 23 lutego 2021, pochowano ja na Cmentarzu Doły w Łodzi.